# A világ legrosszabb embere
A világ legrosszabb embere (eredeti cím: Verdens verste menneske) 2021-ben bemutatott svéd–dán–norvég–francia romantikus filmvígjáték-dráma, melyet saját és Eskil Vogt forgatókönyvéből Joachim Trier rendezett. A főbb szerepekben Renate Reinsve és Anders Danielsen Lie látható. 
2021. július 8-án mutatták be a cannes-i filmfesztiválon, ahol Arany Pálmára jelölték. A magyar mozikban 2022. január 20-tól vetítették. A produkció elismerő kritikákat kapott, és több filmes díjra is jelölték, köztük Oscar-díjra.
A produkció a rendező Oslo-trilógiájának lezáró része, a Szerzők (2006) és az Oslo, augusztus (2011) után.

## Cselekmény
Julie Oslóban él, és nem tudja, mit akar az élettől. Otthagyja az orvosi, majd a pszichológiai tanulmányait, hogy fotós legyen. Változó szerelmi partnerei vannak. Aztán találkozik Aksellel, egy képregényrajzolóval, aki több mint tíz évvel idősebb nála. Egymásba szeretnek, de a korkülönbség és Aksel gyermekvállalási vágya feszültségekhez vezet a kapcsolatukban. Julie valami újat akar megtapasztalni. Hazafelé menet véletlenül elhalad egy esküvői parti mellett, és elvegyül a vendégek között, majd megismerkedik Eivinddel. Julie ír egy cikket „Orális szex a #metoo idején” címmel. Akselnek tetszik az írás, amire az interneten is felfigyelnek.
Egy nap, amikor Julie egy könyvesboltban dolgozik, Eivind véletlenül arra jár, és ketten úgy döntenek, hogy újra találkozni akarnak. Aksel szakmai sikereket ér el, és a képregényéből film készül. A megvalósítással azonban nem ért egyet, mert szerinte túl puhány. Julie úgy dönt, hogy szakít Aksellel, és még egyszer utoljára együtt szexelnek. Eivind is elégedetlen a kapcsolatával, mivel a barátnője elkötelezett aktivistává vált. Julie és Eivind gyorsan összeköltöznek. Az edzőteremben Julie meglátja Akselt a tévében. A férfi egy talkshow-ban megvédi a szexista és politikailag inkorrekt vicceket a képregényeiben. Nem sokkal később megtudja, hogy Aksel rákos. 
Amikor a terhességi tesztje pozitív lesz, a lány elmegy Akselhez a kórházba. Elbizonytalanodik, hogy akarja-e a gyermeket, de Aksel megnyugtatja, hogy jó anya lesz. Mivel Eivind azt mondta, hogy nem akar gyereket, Julie szakít vele, azonban nem sokkal később elvetél. Julie végül fotósként helyezkedik el egy filmforgatáson. Amikor a színésznő elmegy a forgatásról, Julie kinéz az ablakon, és meglátja Eivindet. A színésznő a férfihoz megy, és egy közös gyermekkel távoznak.

## Szereplők
| Szerep         | Színész              | Magyar hangja   |
| -------------- | -------------------- | --------------- |
| Julie          | Renate Reinsve       | Csuha Borbála   |
| Aksel          | Anders Danielsen Lie | Seder Gábor     |
| Eivind         | Herbert Nordrum      | Pál Tamás       |
| Sunniva        | Maria Grazia Di Meo  | Rádai Boglárka  |
| Ole Magnus     | Hans Olav Brenner    | Kisfalusi Lehel |
| Adil           | Deniz Kaya           | Kossuth Gábor   |
| Per Harald     | Vidar Sandem         | Rosta Sándor    |
| Åse            | Thea Stabell         | Koffler Gizella |
| Marthe Refstad | Rebekka Jynge        | Gulás Fanni     |
| Karianne       | Helene Bjørneby      | Györfi Laura    |
| Julie anyja    | Marianne Krogh       | Téglás Judit    |
| rendező        | Torgny Amdam         | Sörös Miklós    |
| Tone           | Karen Røise Kielland | Simonyi Réka    |
| Martin         | Tumi Løvik Jakobson  | Holl Nándor     |

## Fogadtatása

### Kritikai visszhang
A film nagyon jó visszajelzéseket kapott. A Rotten Tomatoeson 96%-os minősítést ért el 250 értékelés alapján, az összefoglaló szerint: „A világ legrosszabb embere egy olyan romantikus vígjátékkal zárja Joachim Trier Oslo-trilógiáját, amely élvezetesen felforgatja a műfaj jól bevált trópusait.” Mark Kermode az Observertől azt írta: „A melankolikus búskomorságot féktelen energiával és átható humorral ötvöző, földhözragadt történet a szerelemről és a halálról, amelyet egy ragyogóan hiteles központi alakítás és a hallucinogén horror és az extatikus öröm fantasztikus pillanatai emelnek.” Kevin Maher a Timestól azt írta: „Néhány szekvencia egyszerűen nem működik. De Reinsve meleg és bátortalan alakítása bőven kárpótol, és Triert ünnepelni kell az ambícióiért, és ami még fontosabb, azért, hogy odáig eljutott.” Ryan Gilbey a New Statesmantől azt írta: „A végtelenül megnyerő Reinsve... akkor sem tudna másodhegedűs lenni, ha próbálná. Julie kétértelmű természetét élénken kelti életre, anélkül, hogy maga is homályba csúszna, és ő adja a tartós melegséget ebben a gyorsan pergő filmben.”
A Metacritic 91 pontot adott a 100-ból 47 vélemény alapján. Clarisse Loughley az Independenttől azt írta: „A világ legrosszabb embere a véglegesség csillogó érzését hordozza magában. Ez az a ritka műalkotás, amely ténylegesen befektetett abba, hogy miért tűnhet egy egész generáció olyan céltalannak és határozatlannak.” Ann Hornaday a Washington Posttól azt írta: „Trier és Reinsve olyan filmmel ajándékozták meg a közönséget, amely megérti az ismeretlenbe való belevetülés extázisát, az új szerelem fellángolását, a kimondhatatlan veszteség közepette való kapcsolódás szépségét.” Richard Brody a New Yorkertől azt írta: „A film nem ad részleteket a családi és a művészi élet közötti konfliktusról - mivel Trier és társ-forgatókönyvírója, Eskil Vogt nem mutatnak érdeklődést Julie művészi fejlődése vagy tevékenysége iránt. A világ legrosszabb embere a Julie magánéletére való könyörtelen összpontosítás által mozgatott, de ez a fókusz önfeledten személytelen marad.”

### Bevétel adatai
A Box Office Mojo szerint a film 12 millió dolláros bevételt ért el, a költségvetésről nincs adat.

## Fontosabb díjak és jelölések
| Esemény                    | Díj                       | Kategória                     | Jelölt                      | Eredmény |
| -------------------------- | ------------------------- | ----------------------------- | --------------------------- | -------- |
| 75. BAFTA-gála             | BAFTA-díj                 | Legjobb nem angol nyelvű film | A világ legrosszabb embere  | Jelölve  |
| 75. BAFTA-gála             | BAFTA-díj                 | Legjobb női főszereplő        | Renate Reinsve              | Jelölve  |
| 2021-es cannes-i fesztivál | Arany Pálma               | Arany Pálma                   | Joachim Trier               | Jelölve  |
| 2021-es cannes-i fesztivál | Legjobb női alakítás díja | Legjobb női alakítás díja     | Renate Reinsve              | Elnyerte |
| 2022-es César-díjak        | César-díj                 | Legjobb külföldi film         | A világ legrosszabb embere  | Jelölve  |
| 2021-es Európai Filmdíjak  | Európai Filmdíj           | Legjobb európai színésznő     | Renate Reinsve              | Jelölve  |
| 2021-es Európai Filmdíjak  | Európai Filmdíj           | Legjobb forgatókönyvíró       | Joachim Trier               | Jelölve  |
| 2023-as Goya-díjátadó      | Goya-díj                  | Legjobb európai film          | A világ legrosszabb embere  | Elnyerte |
| 94. Oscar-gála             | Oscar-díj                 | Legjobb nemzetközi játékfilm  | A világ legrosszabb embere  | Jelölve  |
| 94. Oscar-gála             | Oscar-díj                 | Legjobb eredeti forgatókönyv  | Eskil Vogt és Joachim Trier | Jelölve  |